# Palaestra
Denna artikel behandlar antikens palaestra. För byggnaden Palaestra i Lund, se Palaestra et Odeum.

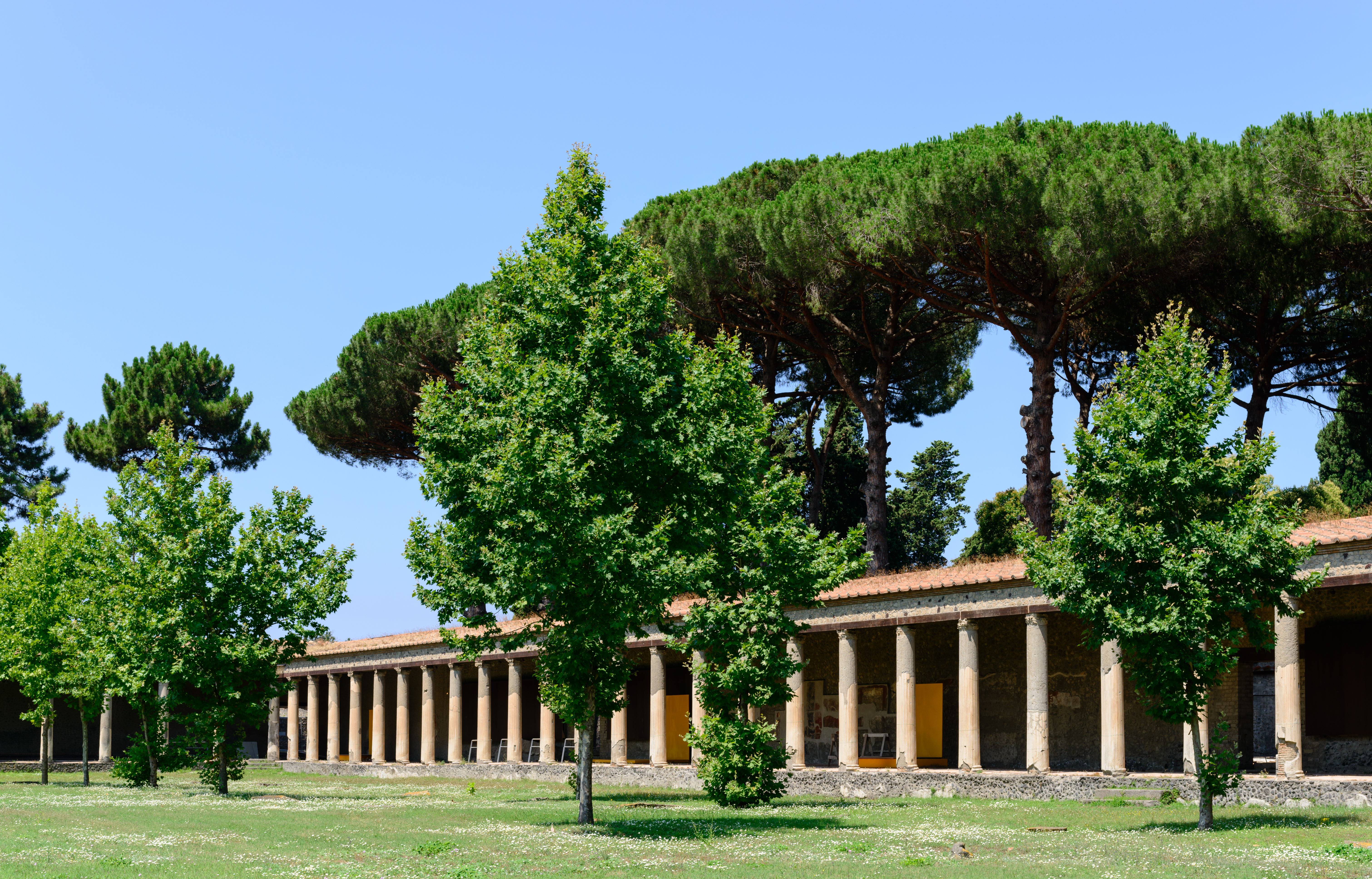
Palaestra i Pompeji i Italien.

Palaestra var under antiken en plats för brottning och boxning. Det kom även att bli en plats för intellektuell undervisning med tiden. En mycket känd palaestra finns i Pompeji.